# Nordsee-Ostsee-Wasserscheide

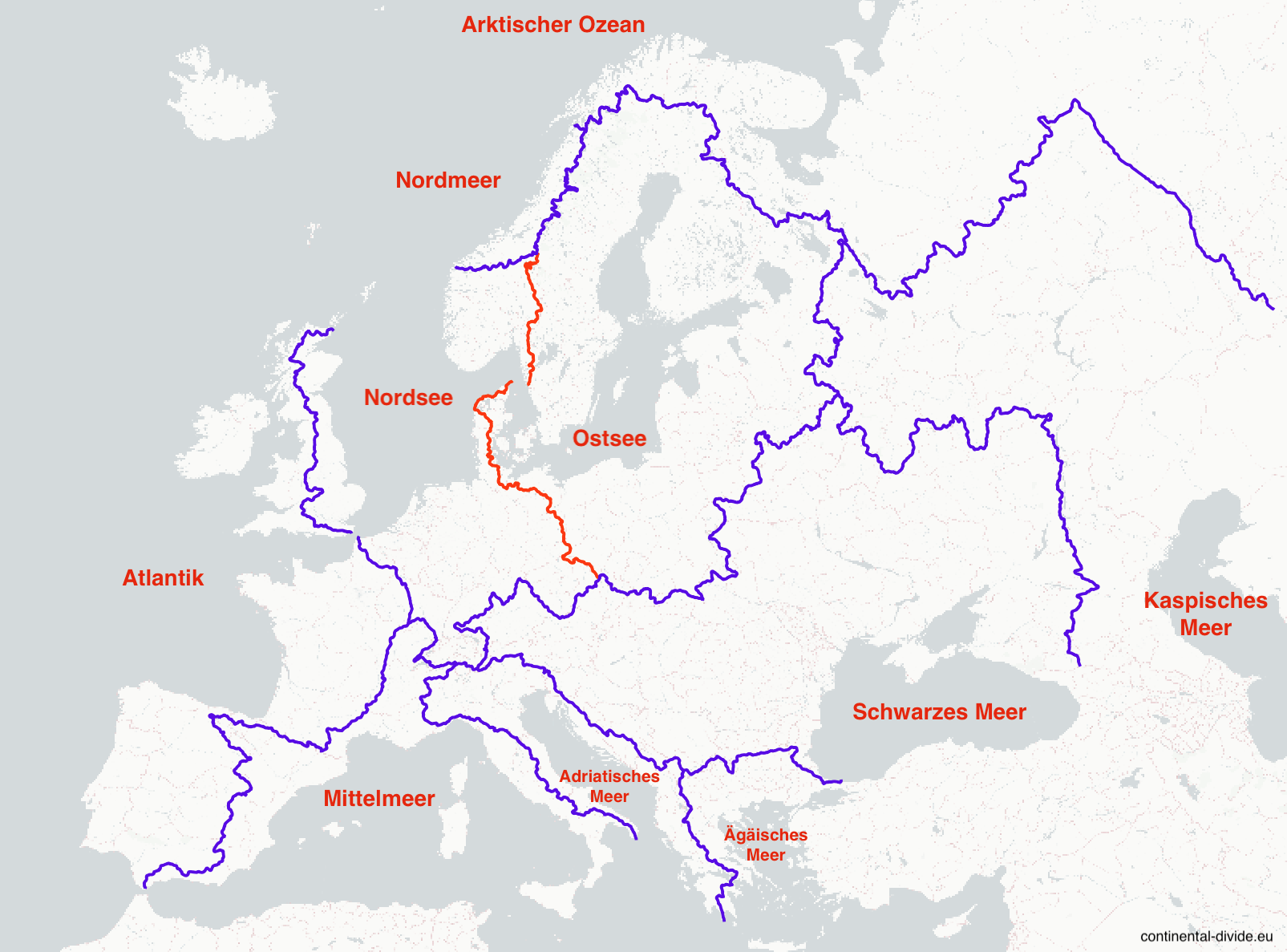
Nordsee-Ostsee-Wasserscheide in rot markiert

Die mitteleuropäische Nordsee-Ostsee-Wasserscheide beginnt am Wasserscheidepunkt Nordsee-Nordmeer-Ostsee in der Nähe des Skarddørssjøan-Sees an der Grenze zwischen Norwegen und Schweden. Von diesem Punkt aus verläuft sie in eine südliche Richtung entlang der Grenze zwischen Norwegen und Schweden. Sie durchquert Dänemark sowie die deutschen Bundesländer Schleswig-Holstein, Mecklenburg-Vorpommern, Brandenburg und Sachsen. Von dort aus führt ihr Verlauf an der Grenze zwischen Polen und Tschechien entlang, bis sie auf die europäische Hauptwasserscheide am Wasserscheidepunkt Nordsee-Ostsee-Schwarzes Meer am Glatzer Schneeberg trifft und dort endet.
Im Gegensatz zu anderen Wasserscheiden in Europa verläuft die Nordsee-Ostsee-Wasserscheide auf einer langen Strecke zwischen Dänemark und Tschechien durch eine niedrige und überwiegend flache Landschaft. An mehreren Stellen der Wasserscheide ist die Trennung zwischen den Einzugsgebieten von Nord- und Ostsee mangels deutlicher Erhebungen nicht immer mit dem bloßen Auge zu erkennen.

## Einzugsgebiete
Gewässer Richtung Westen münden in die Nordsee, ostwärts in die Ostsee.

## Verlauf auf der Skandinavischen Halbinsel

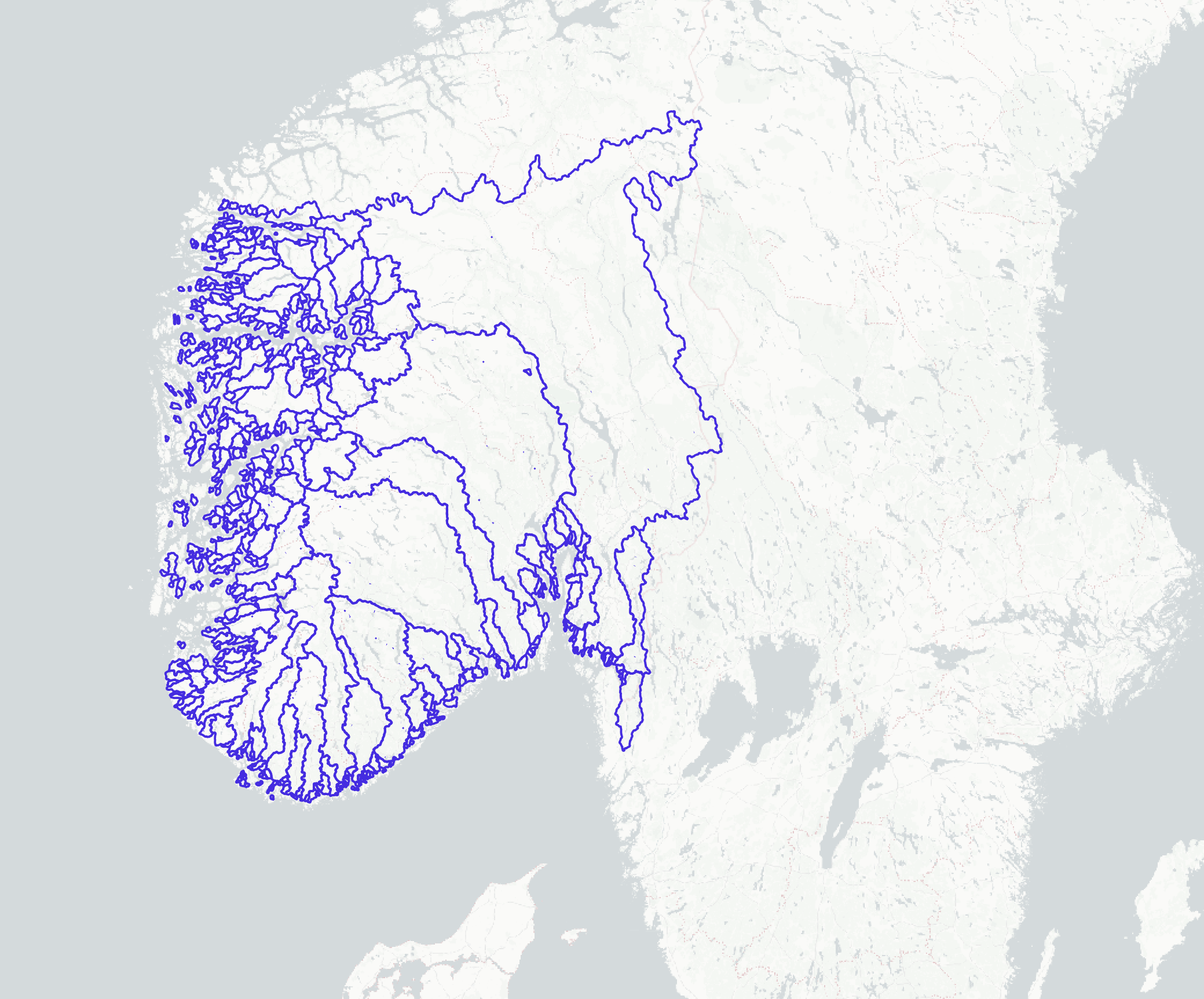
Norwegische Einzugsgebiete, die in die Nordsee münden. Die östliche Grenze dieser Einzugsgebiete bildet die Nordsee-Ostsee-Wasserscheide.

Das Norges vassdrags- og energidirektorat (NVE, Deutsch: Norwegisches Direktorium für Wasserressourcen und Energie) definiert alle Einzugsgebiete, deren Mündungen in die Nordsee führen, vom Skagerrak bis hin zum Nordfjord. Diese Definition führt dazu, dass sich der Beginn der Nordsee-Ostsee-Wasserscheide in den Bergen an der Grenze zwischen Norwegen und Schweden befindet, neben dem Skarddørssjøan, einem kleinen See in der Nähe des Berges Helagsfjållet. Dieser Ort bildet einen Wasserscheidepunkt zwischen Nord- und Ostsee und Nordmeer.
Von diesem Punkt aus verläuft die Nordsee-Ostsee-Wasserscheide in eine südliche Richtung entlang der Grenze zwischen Norwegen und Schweden. In ihrem Verlauf trennt sie den Feragen-See von dem Femunden-See. In den norwegischen Bergen führt sie über die Spitzen des Midtre Sølen (1755 m) und des Trysilfjellet (1132 m), bis sie das Seengebiet östlich von Oslo erreicht. Über die schwedische Grenze verläuft sie weiter südlich durch die Naturreservate Herrestadsfjallets, Longsbergens, Voldarsbergens, Bredfjallets und Svartedalens bis Göteborg, wo sie auf die Grenze zwischen Nord- und Ostsee am Kattegat-Kanal trifft.

## Verlauf in Mitteleuropa

### Dänemark
Von der Spitze der dänischen Halbinsel bei Skagen führt die Nordsee-Ostsee-Wasserscheide Richtung Süden durch Dänemark hindurch. Sie trennt die Städte Struer von Holstebro und Herning von Silkeborg. Über den Tranebjerg (139 m) hinweg, durch die Mitte der Stadt Jelling, über die leichte Erhebung des Lanting Høj, östlich an der Stadt Lunderskov vorbei, über den Højbjerg (97 m) und durch die Stadt Vojens hindurch, erreicht sie schließlich die deutsche Grenze.

### Deutschland
Die Mitteleuropäische Nordsee-Ostsee-Wasserscheide führt in Deutschland von der Grenze zu Dänemark bei Harrislee in südöstliche Richtungen über Angeln, den Dänischen Wohld, Kiel, den Naturpark Lauenburgische Seen, das Biosphärenreservat Schaalsee, die Mecklenburgische Seenplatte, die Uckermark, den Naturpark Barnim, den Naturpark Märkische Schweiz, den Naturpark Schlaubetal, den Muskauer Faltenbogen, die Muskauer Heide, die Königshainer Berge, und über das Lausitzer Bergland zur tschechischen Grenze bei Neugersdorf. Auf dem Kamm des Zittauer Gebirges berührt sie noch einmal deutsches Staatsgebiet und verläuft dann weiter durch Tschechien.
Verlauf der Nordsee-Ostsee-Wasserscheide von Nordwest nach Südost:

#### Schleswig-Holstein
Die Nordsee-Ostsee-Wasserscheide verläuft durch Schleswig-Holstein über die folgende Punkte: 
- Harrislee
- Flensburg
- Angeln
- Mohrkirch
- Schuby
- Hüttener Berge
- Dänischer Wohld:
  - Gettorf
- Kiel, Kronshagen
- Trappenkamp
- Wahlstedt
- Nahe
- Elmenhorst
- Bargteheide
- Steinburg
- Naturpark Lauenburgische Seen: Gudow

#### Mecklenburg-Vorpommern
Die Nordsee-Ostsee-Wasserscheide verläuft durch Mecklenburg-Vorpommern über die folgende Punkte: 
- Naturpark Lauenburgische Seen: Dechow
- Biosphärenreservat Schaalsee
- Lützow
- Mecklenburgische Seenplatte:
  - direkte westliche, nördliche und östliche Umgebung des Schweriner Sees mit Bad Kleinen und Leezen, westliche Umgebung des Pinnower Sees, Sukow, westliche Umgebung des Plauer Sees, Karow, Müritz-Nationalpark, nördliche Umgebung von Neustrelitz, Naturpark Feldberger Seenlandschaft

#### Brandenburg
Die Nordsee-Ostsee-Wasserscheide verläuft durch Brandenburg über die folgende Punkte: 
- Uckermark
- Naturpark Barnim
- Naturpark Märkische Schweiz
- westliche Umgebung von Frankfurt (Oder)
- Naturpark Schlaubetal

#### Sachsen
Die Nordsee-Ostsee-Wasserscheide verläuft durch Sachsen über die folgende Punkte:  
- Muskauer Faltenbogen
- Muskauer Heide
- Landeskrone (westlich von Görlitz)
- Lausitzer Bergland:
  - Kottmar, Neugersdorf an der tschechischen Grenze
- Zittauer Gebirge

#### Beispiele

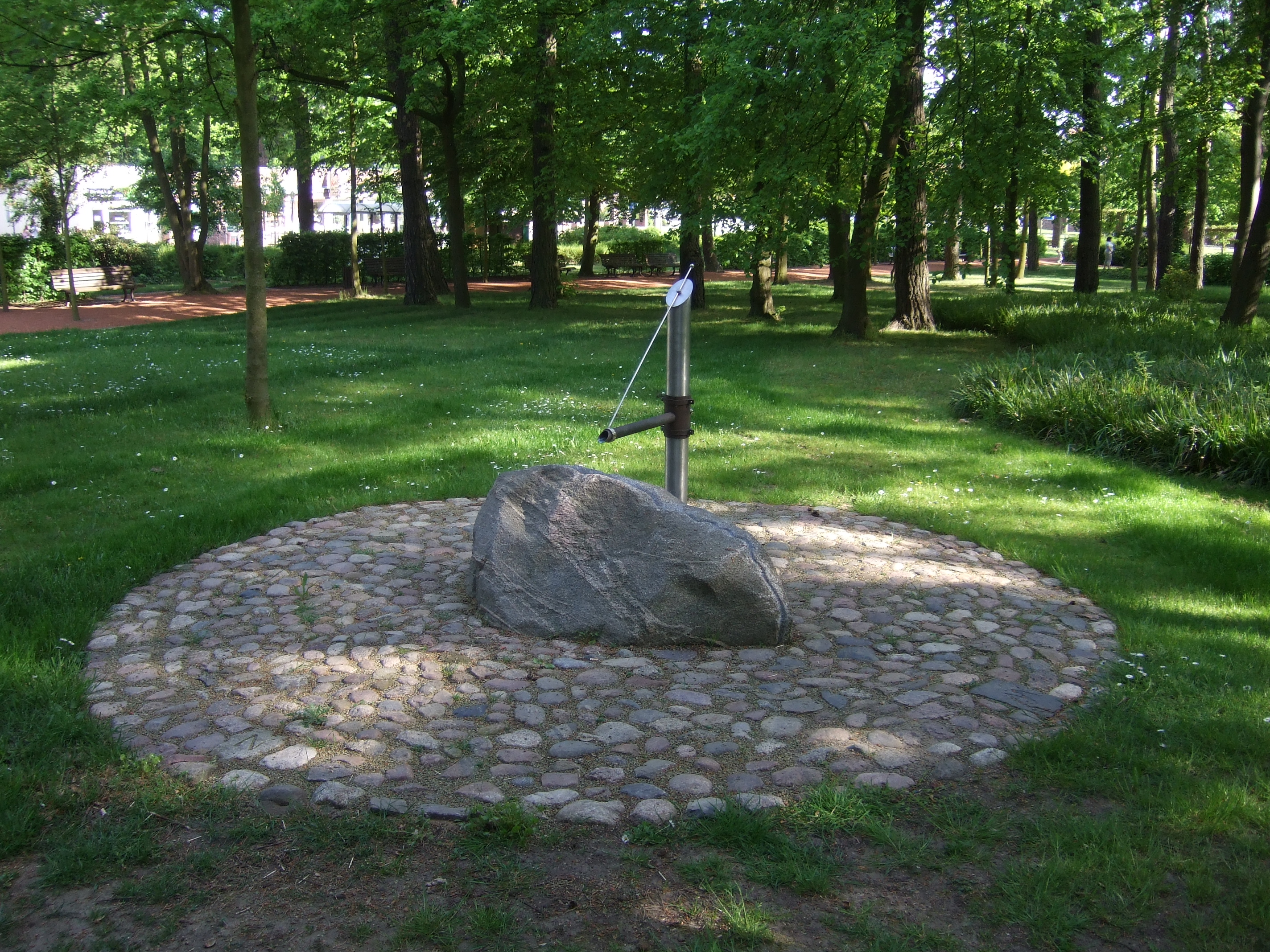
Wasserscheidestein in Wandlitz, Brandenburg.

- Schwentine und Eider entspringen beim Großen Plöner See und fließen zur  Kieler Förde. Der Hornheimer Riegel drängt die Eider aber nach Westen zur Nordsee.
- Während sich die Schaale, die dem Südteil des Schaalsees (Mecklenburg) bei Zarrentin entfließt, südwärts über die Sude und Elbe der Nordsee zuwendet, fließt die Maurine, die nördlich des Schaalsees bei Carlow entspringt, nach Norden über die Stepenitz und Trave in die Ostsee.
- Während sich die Havel, die in Mecklenburg westlich von Neustrelitz entspringt, zuerst in südliche Richtungen und dann überwiegend nach Westen über die Elbe der Nordsee zuwendet, fließt die Tollense, die nur etwas weiter östlich entspringt, in nördliche Richtungen über die Peene in die Ostsee.
- Während sich die kurzen Bäche, die in der Uckermark im Westteil des Biosphärenreservats Schorfheide-Chorin entspringen, westwärts über die Havel und Elbe der Nordsee zuwenden, fließt die Ucker, die im Nordteil der Schorfheide in der Gemeinde Temmen-Ringenwalde entspringt, nach Norden in das Stettiner Haff und damit in die Ostsee.Topographische Karte der Stöbberquelle mit der Nordsee-Ostsee-Wasserscheide (rosa). Die markierten Pfeile zeigen die gegenteiligen Fließrichtungen des Flusses.

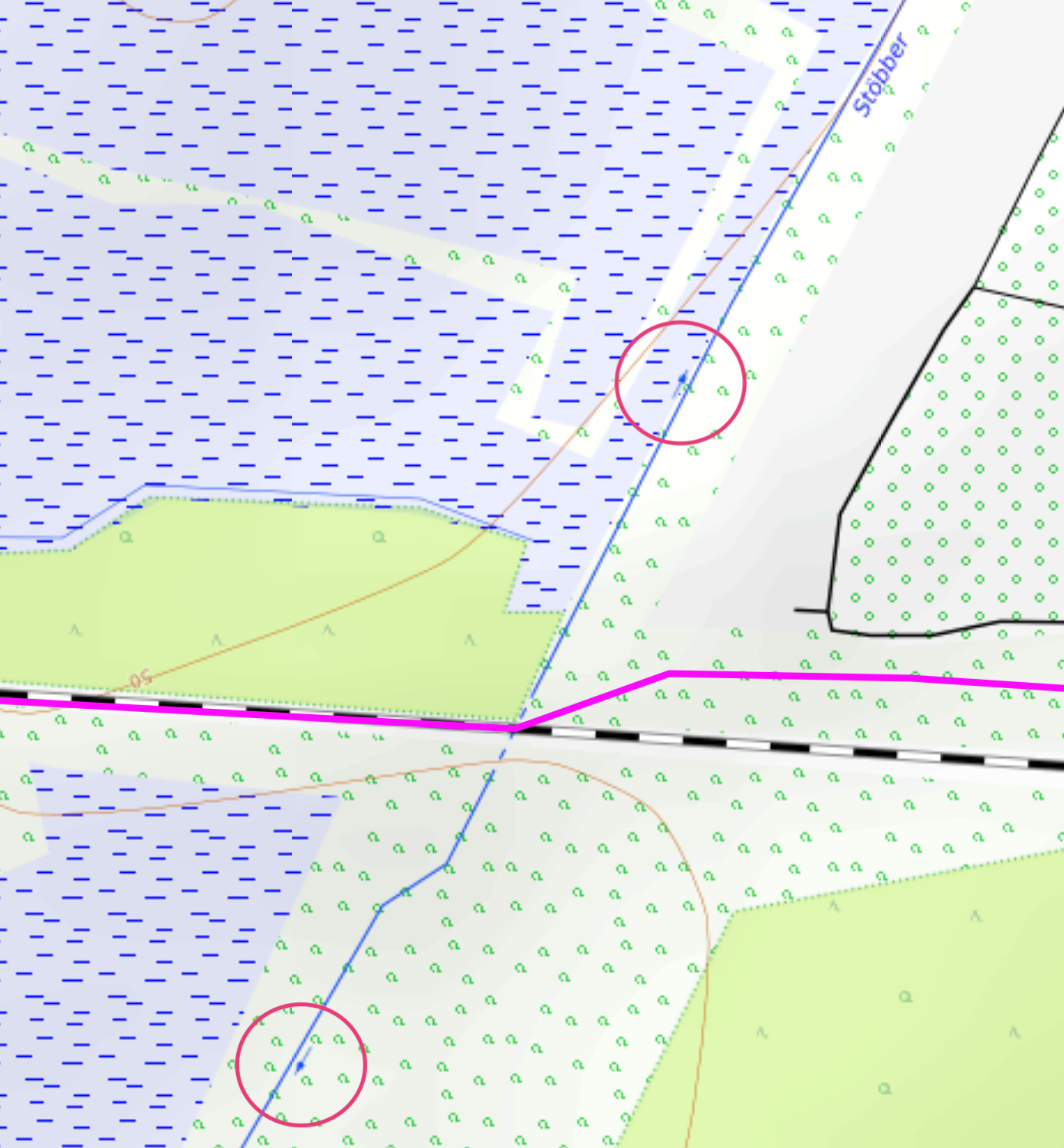
Topographische Karte der Stöbberquelle mit der Nordsee-Ostsee-Wasserscheide (rosa). Die markierten Pfeile zeigen die gegenteiligen Fließrichtungen des Flusses.

- Durch Wandlitz verläuft die Nordsee-Ostsee-Wasserscheide zwischen Wandlitzer See und Liepnitzsee. Der Wandlitzer See ist der Quellsee der Briese, die über Havel und Elbe in die Nordsee mündet. Der Liepnitzsee ist einer der Quellseen der Finow, die über die Oder in die Ostsee mündet.
- Der Fluss Stöbber fließt vom Roten Luch, wo er als stehender Wasserlauf entspringt, gleichzeitig nach Osten über die Oder in die Ostsee und nach Westen über Spree, Havel und Elbe in die Nordsee, ohne sich zu verzweigen.
- Während sich die Spree, die in Sachsen im Lausitzer Bergland in der Gegend von Neugersdorf entspringt, nach Norden über die Havel und Elbe der Nordsee zuwendet, fließt die Mandau, die etwas weiter westlich auf tschechischem Gebiet entspringt, nach Osten über die Lausitzer Neiße und die Oder in die Ostsee.

### Tschechien und Polen
Von der deutschen Grenze aus verläuft die Nordsee-Ostsee-Wasserscheide südöstlich durch Tschechien. Sie führt durch das Jeschkengebirge über den Ještěd (1012 m) und weiter zu dem Černá Studnice (869 m). Auf dem Weg nach Polen verläuft sie über die Berge Jizera (1122 m), Paličník (972 m) und Smrk (1124 m). In Polen verläuft sie über die Wysoka Kopa (1126 m), bevor sie wieder auf die Grenze in der Nähe von Nový Svět trifft. Von dort aus verläuft sie die Grenze entlang über den Wielki Szyszak (1508 m) und die Śnieżka (1603 m), bevor sie die Grenze erneut mehrmals kreuzt. Die Nordsee-Ostsee-Wasserscheide endet an der Grenze zwischen Polen und Tschechien am Wasserscheidepunkt der Nordsee, Ostsee und des Schwarzes Meeres am Klapperstein (1144 m, eine Spitze des Glatzer Schneegebirges, CZ: Klepáč).